# Athleague
Athleague (in irlandese: Áth Liag) è un villaggio sul fiume Suck nella contea di Roscommon, in Irlanda.